# یوکا تامی
یوکا تامی (فنلاندی: Jukka Tammi؛ زادهٔ ۱۰ آوریل ۱۹۶۲) بازیکن هاکی روی یخ اهل فنلاند بود.